# Arxiu empresarial
Un arxiu empresarial o d'empresa forma part dels arxius privats. Els diccionaris de terminologia específica d'arxivística no recullen cap definició en el concepte d'arxiu d'empresa, tampoc en fa referència la Gran Enciclopèdia Catalana. Segons aquesta entenem per arxiu el “conjunt de la documentació produïda i rebuda per un organisme públic, una institució religiosa o laica, una empresa industrial o comercial, una família o un individu, com a resultat de llur activitat, conservada en previsió d'una utilització jurídica o històrica”. D'altra banda, entenem per empresa qualsevol tipus de companyia mercantil constituïda legalment mitjançant escriptura pública i registrada en el registre Mercantil d'acord amb el Codi de Comerç i el reglament de l'esmentat registre. Així doncs, els arxius d'empresa són els produïts per les empreses privades creades a l'empara de la legislació mercantil que tenen personalitat jurídica en tots els seus actes i contractes.

## Història
Europa ha estat pionera en la preservació de la documentació dels arxius d'empresa, ja que a finals del s. XIX va començar a preocupar-se per la potencialitat d'aquests arxius. Però a Espanya l'interès per aquests arxius és més recent possiblement per la dificultat d'accés als arxiu empresarials. En primer lloc, pels pocs recursos, manca de personal especialitzat i desconfiança dels empresaris per mostrar-los i fer-los accessibles. En segon lloc, pel poc interès de les empreses a conservar el patrimoni documental que gestionen ni per obrir els arxius. I en tercer lloc, pel major interès dels investigadors per la història política i social que l'econòmica.
Aquests motius justifiquen el fet que la majoria d'empreses no hagin tingut cura de conservar els seus arxius. La majoria dels arxius empresarials catalans que avui encara es conserven pertanyen a empreses nascudes en el trànsit dels segles XVIII al xix a la primera fase del capitalisme industrial, molt lligat al transport, a l'explotació de matèries primeres i a la generació d'energia. Algunes empreses, sobretot familiars, han conservat els seus fons encara que no s'han preocupat d'organitzar-los i encara menys de posar-los a disposició del públic. I poques són les que van destinar recursos en l'organització d'arxius propis com els casos de Catalana de Gas, Gas Natural, Societat General d'Aigües de Barcelona, Laboratoris Uriach, La Maquinista Terrestre y Marítima, Banc BBVA, Iberdrola, Cros SA, banco de España i Caixa Catalunya.
A partir de la segona meitat del segle XX els arxius prenen més importància en les necessitats de gestió de la informació de les empreses, de manera que no només s'han ocupat dels arxius històrics sinó també dels arxius de gestió. L'impacte de les noves tecnologies de la societat de la informació, la creixent competitivitat en els mercats, però sobretot el valor creixent de la informació i la gestió de la qualitat han influït positivament en què les empreses, sobretot del sector bancari, assegurador i també centres sanitaris hagin necessitat preocupar-se per l'organització dels seus arxius i posar-los a l'abast del personal format.

## Legislació en el marc català
En el marc de la legislació fins fa poc temps no ha estat favorable el reconeixement dels valors històrics, culturals i d'investigació de fons empresarials i aquests factors han comportat un cert retard respecte a Europa.
Pel que fa a la legislació mercantil aplicable és bàsicament el Codi de Comerç, el Reglament del Registre Mercantil i les lleis reguladores de les diferents classes de societats mercantils, particularment la llei de societats anònimes. Respecte a la documentació aquesta legislació mercantil obliga a la conservació dels llibres de comptabilitat, correspondència i justificants de les activitats mercantils fins passats 6 anys de la liquidació del negoci.
Les competències en matèria de patrimoni històric es van plasmar per la Generalitat en la Llei d'arxius catalana (2001) i la més recent llei del patrimoni cultural català (1993). En aquesta última norma estableix que formen part del patrimoni català “els documents de més de 40 anys d'antiguitat produïts o rebuts, en l'exercici de llurs funcions, per persones jurídiques de caràcter privat”.

## Programes per preservar els fons documentals de les empreses
A Catalunya l'interès per l'arxiu d'empresa és recent i una de les principals conseqüències que han atret el seu interès és la conservació i inventari dels fons empresarials històrics. La majoria dels fons de les empreses privades han passat a formar part de centres públics, arxius nacionals, històrics, comarcals i, fins i tot, municipals, amb la finalitat de recuperar la memòria industrial.

## Arxiu Nacional de Catalunya
L'Arxiu Nacional de Catalunya conjuntament amb l'Institut de l'Empresa treballen amb la finalitat de localitzar i recuperar fons d'empreses desaparegudes o vigents a Catalunya. El resultat es plasma a la “Guia dels fons empresarials de l'Arxiu Nacional de Catalunya” que indica que es conserven fons d'empresa en 26 arxius municipals, 18 arxius comarcals i provincials i 5 centres que no són pròpiament arxius (biblioteques i museus). L'Arxiu Nacional és el centre aplega un centenar d'arxius d'empreses que ocupen més de 3.000 metres lineals de documentació.

## Arxius municipals a destacar
L'actuació de l'Arxiu Històric de Sabadell i de Terrassa han tingut com un dels seus objectius la recuperació, tractament i difusió del patrimoni industrial del sector del tèxtil català.
L'Arxiu Històric del Port de Tarragona ha estat pioner entre la resta d'autoritats portuàries de l'Estat a coordinar el vessant del centre pròpiament històric i la pràctica arxivística i de gestió documental per als fons empresarials recents i contemporanis.

## Generalitat de Catalunya
Els departaments d'Economia i Finances i de Cultura i Mitjans de Comunicació de la Generalitat de Catalunya han endegat la "Iniciativa per al foment dels arxius empresarials històrics", un projecte que té l'objectiu de preservar els fons documentals de les empreses catalanes per tal de fixar la memòria del passat industrial de Catalunya. Aquesta iniciativa, que compta amb el suport d'empresaris catalans, pretén sensibilitzar l'empresariat sobre la importància de preservar els arxius de les empreses catalanes pel seu valor documental i històric.